# Austrolimnophila (Austrolimnophila) tergofurcata
Austrolimnophila (Austrolimnophila) tergofurcata is een tweevleugelige uit de familie steltmuggen (Limoniidae). De soort komt voor in het Afrotropisch gebied.